# Flávio Soares
Flávio Antônio Santos Soares (Betim, 16 de agosto de 1982) é um voleibolista indoor brasileiro, atuante na posição de Central, que atuando por clubes possui em sua trajetória profissional a conquista da medalha de prata na Challenge Cup de 2015, sendo eleito o MVP da edição.

## Carreira
Zelão  desde jovem já competia no voleibol e teve passagens nas categorias de base da Matozinhos/MG , Academia Méritus/Contagem,  E.C.Cabo Branco/PB, Lagoa da Prata/Embaré , também teve passagem pelo Vôlei de Praia.Em 2004 representou a Fupes/Palácio do Bingo no Campeonato Paulista .
Na jornada esportiva 2006-07 atuou pelo Sada/Betim  e por este foi medalha de ouro nos Jogos do Interior de Minas (Jimi) em 2006, no mesmo ano sagrou-se vice-campeão do Campeonato Mineiro, além do vice-campeonato na Copa Bento Gonçalves e do bronze na Liga Nacional, bem como o título da Taça Vitória no Espírito Santo e por este clube disputou a correspondente edição da Superliga Brasileira A ocasião da do sexto lugar na campanha neste campeonato.
Permaneceu no Sada/Betim para as disputas do período 2007-08, avançando as semifinais d edição do Campeonato Mineiro de 2007, mas terminou na terceira colocação e por este alcançou o terceiro lugar na Copa Brasil  de 2007 e disputou a Copa Mercosul , primeira competição da história do clube  e após perder na semifinal, sofreu nova derrota na disputa pela medalha de bronze e encerrou na quarta posição. E pela Superliga Brasileira A 2007-08 terminou na quinta posição.
Em 2008 disputou ainda pelo Sada/Betim a edição dos Jogos Abertos Brasileiros , mas não avançou a final da competição.
Foi contratado na temporada 2008-09 pelo Bento Vôlei conquistando o segundo lugar no Campeonato Gaúcho de 2008 e por este disputou a Superliga Brasileira A referente a este período.
Em 2009 foi contratado pelo Voltaço e disputou  a edição da Liga Nacional e alcançou o bronze nesta edição.Optou na temporada 2009-10 em transferir-se para o voleibol português, onde representou o Sport Lisboa e Benfica conquistando nesta temporada o vice-campeonato da Taça de Portugal e da Liga A Portuguesa.
Em sua segunda jornada consecutiva pelo Benfica conquistou os títulos da Supertaça de Portugal de 2010  e da Taça de Portugal referente ao período 2010-11  e foi vice-campeão da Liga A Portuguesa 2010-11.
Disputou também pelo Benfica a jornada 2011-12, e nesta alcançou o bicampeonato tanto na Supertaça de Portugal quanto na Taça de Portugal e novamente  encerra com o vice-campeonato da Liga A Portuguesa referente a este período.
Em sua quarta temporada consecutiva por esse clube, participou da conquista do tricampeonato consecutivo da Supertaça de Portugal e o primeiro título da Liga A Portuguesa na jornada 2012-13.
Em novembro de 2013 passou por uma cirurgia no joelho direito e continuou no Benfica para as competições do período 2013-14, alcançou o tetracampeonato da Supertaça de Portugal; além do bicampeonato  na Liga A Portuguesa 2013-14.
Na sexta temporada na Europa renova com o Benfica  e disputou as competições de 2014-15 e conquistou o título da Taça de Portugal nesta jornada  e foi inscrito na edição correspondente da Liga A Portuguesa.Em 2015 contribuiu para a campanha do Benfica na edição da Challenge Cup, chegando a inédita final, um marco na história deste clube cujas partidas partida final deu-se em Lisboa  em Portugal e a primeira em Novi Sad na Sérvia e decidindo em casa o segundo confronto foi adiado o sonho do título nesta competição, conquistando  a medalha de prata e nas estatísticas da competição foi o décimo sexto entre os maiores pontuadores e o trigésimo quinto entre os melhores atacantes da competição além do quinto como Melhor Bloqueador e o quarto lugar entre os melhores sacadores, mas tal edição  histórica para o Benfica rendeu-lhe a premiação de Melhor Jogador de toda competição.
Permaneceu na temporada 2015-16 pelo Benfica, sagrando-se nesta temporada campeão da Taça de Portugal e da Supercopa de Portugal e também disputou os playoffs da Taça Challenge Cup 2015-16, novamente semifinalista alcançando o bronze na competição.Além disso foi vice-campeão da Liga A Portuguesa.

## Títulos e resultados
- Liga A Portuguesa: 2012-13[38] e 2013-14[40]
- Liga A Portuguesa: 2009-10,[32] 2010-11,[35] 2011-12[36] e 2015-16[57]
- Taça de Portugal: 2010-11,[34] 2011-12,[34] 2014-15[34] e 2015-16[54]
- Taça de Portugal: 2009-10[31]
- Supertaça de Portugal: 2010-11,[33] 2011-12,[33] 2012-13,[33] 2013-14[33] e 2015-16[54]
- Liga Nacional: 2006[4][5] e 2009[28]
- Copa Brasil: 2007[12]
- Copa Mercosul: 2007[14]
- Taça Vitória (Espírito Santo): 2006[4][5]
- Copa Bento Gonçalves: 2006[5]
- Jimi: 2006[1]
- Campeonato Gaúcho: 2008
- Campeonato Mineiro: 2006[3]
- Campeonato Mineiro: 2007[11]

## Premiações individuais
- MVP  da Challenge Cup de 2015[51]